# Petria Thomas
Petria Ann Thomas, född 25 augusti 1975 i Lismore i New South Wales, är en australisk simmare.
Thomas blev olympisk guldmedaljör på 100 meter fjärilsim vid sommarspelen 2004 i Aten.